# John Allison (Politiker)

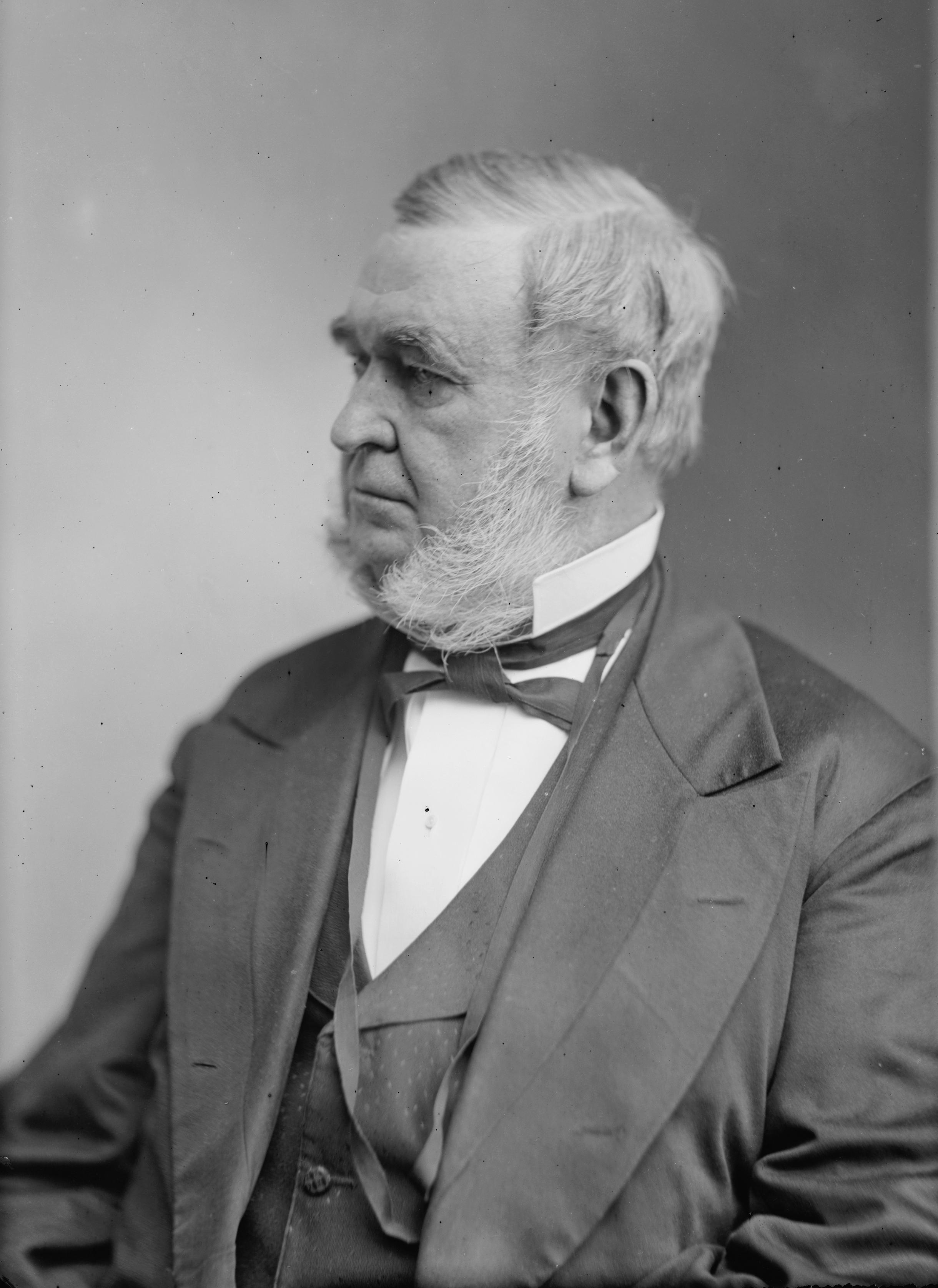
John Allison

John Allison (* 5. August 1812 in Beaver, Beaver County, Pennsylvania; † 23. März 1878 in Washington, D.C.) war ein US-amerikanischer Politiker. Zwischen 1851 und 1853 sowie nochmals von 1855 bis 1857 vertrat er den Bundesstaat Pennsylvania im US-Repräsentantenhaus.

## Werdegang
John Allison war der Sohn des Kongressabgeordneten James Allison (1772–1854). Er besuchte die öffentlichen Schulen seiner Heimat. Nach einem anschließenden Jurastudium und seiner Zulassung als Rechtsanwalt begann er in diesem Beruf zu arbeiten. Allerdings übte er diesen nicht sehr intensiv aus. Stattdessen betätigte er in der Hutmacher- und Gerberbranche. Gleichzeitig schlug er als Mitglied der Whig Party eine politische Laufbahn ein. In den Jahren 1846, 1847 und 1849 war er Abgeordneter im Repräsentantenhaus von Pennsylvania.
Bei den Kongresswahlen des Jahres 1850 wurde Allison im 20. Wahlbezirk von Pennsylvania in das US-Repräsentantenhaus in Washington, D.C. gewählt, wo er am 4. März 1851 die Nachfolge von Robert Rentoul Reed antrat. Da er im Jahr 1852 nicht bestätigt wurde, konnte er bis zum 3. März 1853 zunächst nur eine Legislaturperiode im Kongress absolvieren.
Nach der Auflösung der Whigs wurde Allison zunächst Mitglied der kurzlebigen Opposition Party und dann der 1854 gegründeten Republikanischen Partei. Bei den Wahlen des Jahres 1854 wurde er für Opposition Party im 23. Distrikt seines Staates erneut in den Kongress gewählt, wo er zwischen dem 4. März 1855 und dem 3. März 1857 eine weitere Legislaturperiode verbringen konnte. Seine beiden Zeiten im Kongress waren von den Ereignissen im Vorfeld des Bürgerkrieges geprägt.
1856 verzichtete Allison auf eine weitere Kandidatur. In den Jahren 1856 und 1860 nahm er als Delegierter an den jeweiligen Republican National Conventions teil, auf denen John C. Frémont und später Abraham Lincoln als Präsidentschaftskandidaten nominiert wurden. Von 1869 bis zu seinem Tod am 23. März 1878 arbeitete er als Register of the Treasury für das US-Finanzministerium.